# 川村陆蛙
川村陆蛙（学名：Fejervarya kawamurai）一种分布于日本及中国等地区的两栖动物，隶属于叉舌蛙科陆蛙属。模式产地为日本广岛县东广岛市。种加词取自广岛大学两栖动物生物学研究所名誉教授川村智治郎的姓氏。

## 形态特征
川村陆蛙体型小，雄蛙体长30.7～41.8毫米，雌蛙36.8～48.7毫米。身体背部粗糙，呈灰棕色，具深色斑点上唇缘有深色纵纹；四肢背面有深棕色横纹；腹部光滑，为白色。